# Spirobolellus perstriatus
Spirobolellus perstriatus är en mångfotingart som beskrevs av Filippo Silvestri 1895. Spirobolellus perstriatus ingår i släktet Spirobolellus och familjen slitsdubbelfotingar. Inga underarter finns listade i Catalogue of Life.